# Kirkjubøur
Kirkjubøur (dánul: Kirkebø) település Feröer Streymoy nevű szigetén. Közigazgatásilag 2005 óta Tórshavn községhez tartozik. Három fontos műemlékével a szigetcsoport fő látnivalói közé tartozik.

## Földrajz

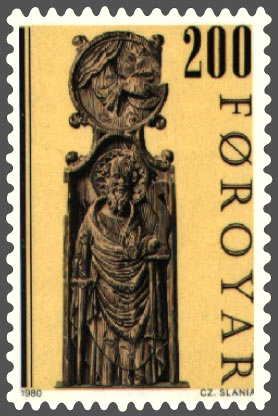
Szent Pál az egyik faragáson

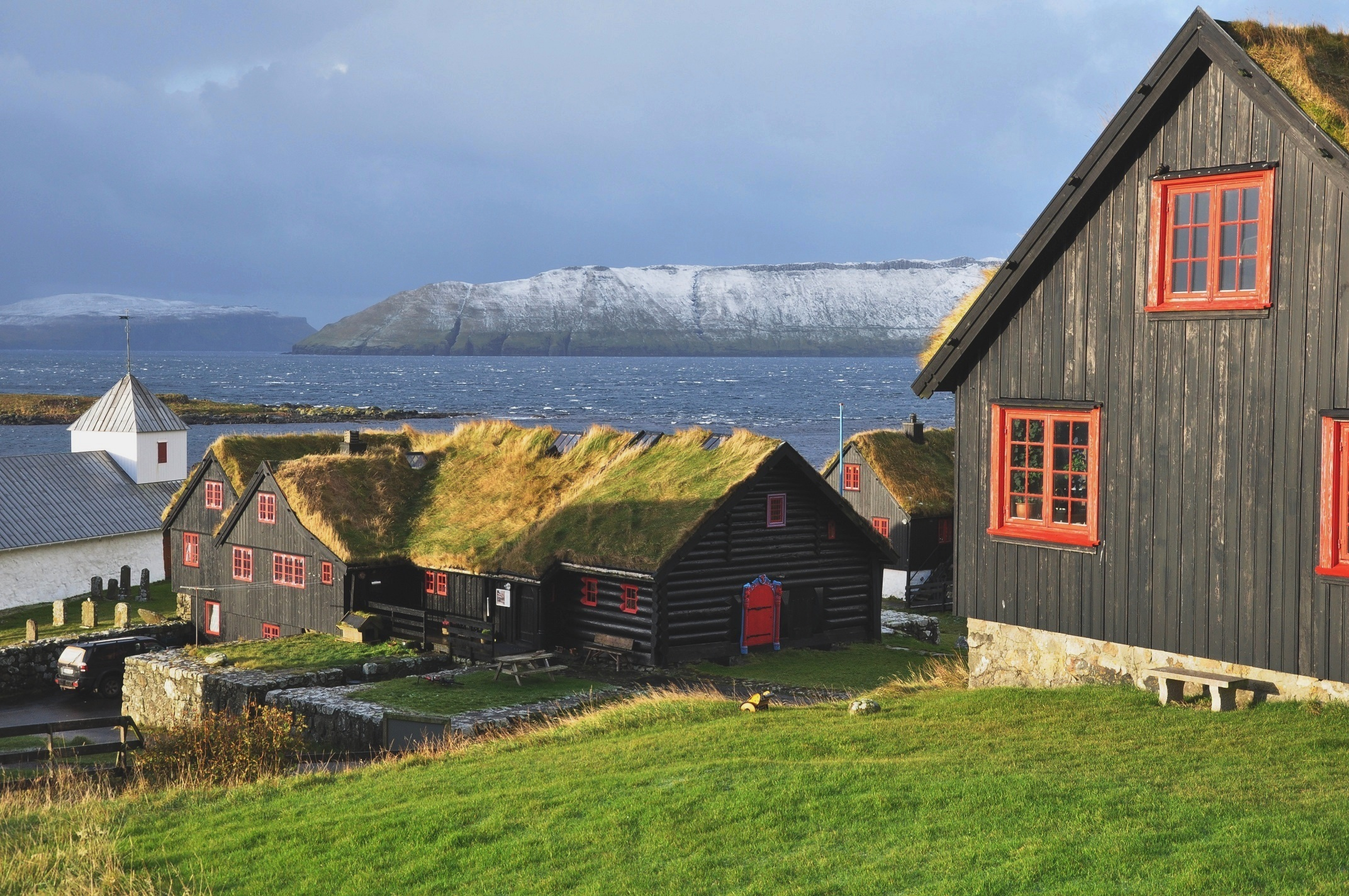
Kirkjubøur

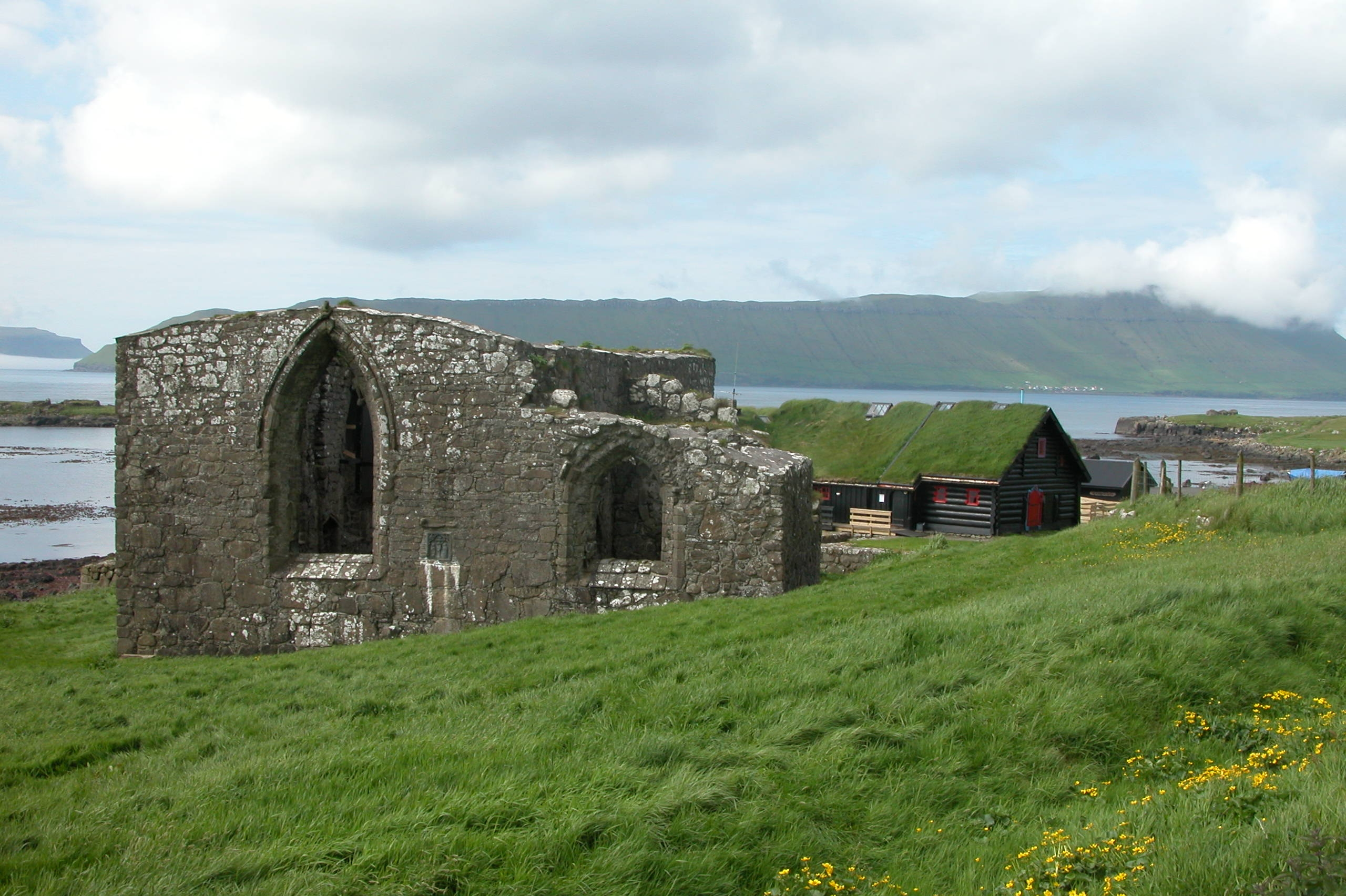
A dóm romjai

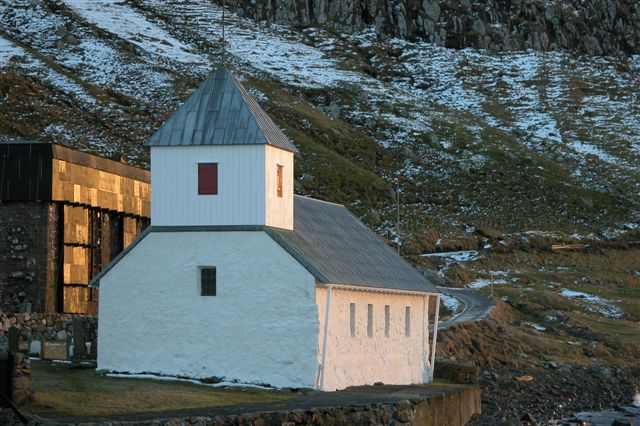
A Szent Olaf-templom, balra a háttérben a Magnus-dóm romjai

A település a fővárostól délre, Streymoy délnyugati partján található; a sziget legdélibb települése. Előtte fekszik a tengerben az apró, mindössze két hektáros Kirkjubøhólmur szigetecske, amelyet korábban földnyelv kötött össze a szárazfölddel, azt azonban az árapály elhordta. Ugyancsak látható innen a két közeli sziget, Koltur és Hestur.
Közvetlenül a település fölött emelkedik Streymoy legdélebbi hegye, a 308 m-es Kirkjubøambur (más néven Sverrishola) és kissé északabbra a 351 m magas Kirkjubøreyn. A kettő között gyalogút vezet Argirba. Egy másik út a Kirkjubøreyn lábánál Tórshavnba vezet. A viszonylag lapos terület a főváros és Kirkjubøur között kerékpáros kirándulást is lehetővé tesz.
A Streymoy déli csúcsát alkotó fokot a település után Kirkjubønesnek nevezik.

## Történelem
Kirkjubøur a viking honfoglalás idejéből származik.
A középkorban Feröer szellemi és kulturális központja volt, és 1111-től az 1538-as reformációig Feröer püspökének a székhelye. Ez idő alatt 34 püspök váltotta egymást.
Ezen a helyen ír szerzetesek éltek már a 7. században. A település az 1300 körüli évekből származó dóm-romokról, a szomszédos 12. századi Szent Olaf-templomról és a szigetek legrégebbi, a viking időkből származó gazdaságáról nevezetes.
A dóm-romokat a feröeriek Múrurinnak („a falak”) nevezik. Eredetileg Feröer legnagyobb temploma, a Magnus-dóm épült itt, de a hagyomány szerint soha nem készült el, ezért nincsenek sem ablakai, sem teteje, sem tornya. Újabb kutatások szerint egy időben be volt fedve az épület. 1772-ben egy lavina súlyos károkat okozott benne. Itt találták meg 1832-ben a Kirkjubø-követ, egy rúnakövet.
A viking korból származó királyi gazdaság Európa legrégebbi lakott faépülete: a 11. századból származik. Itt volt a püspöki székhely és a szigetek első iskolája. Már 17. generáció óta ugyanaz a család lakja.
A Szent Olaf-templom Feröer egyetlen, a középkor óta folyamatosan használatban lévő temploma. Közvetlenül a tengerparton áll, mivel 1602-ben egy hatalmas vihar az előtte lévő területet elmosta. Fő nevezetessége a templom székeinek faragása, amely a 14. századból származik. A 14 faragáson 11 apostol és más bibliai alakok tűnnek fel. A 19. században Dániába kerültek, és csak 2002-ben hozták őket vissza Feröerre. Elképzelhető, hogy eredetileg a dóm számára szánták őket.
A település 2005. január 1-je óta Tórshavn község része, előtte Kirkjubøur községhez tartozott.

## Népesség
| Év              | Lakosság |
| --------------- | -------- |
| 1986. január 1. | 57       |
| 1991. január 1. | 56       |
| 1996. január 1. | 51       |
| 2001. január 1. | 75       |
| 2006. január 1. | 76       |

## Közlekedés
Itt van a végállomása a 101-es busznak, amely Gamlarætt érintésével Tórshavnba közlekedik.

## Turizmus
A település legfontosabb látnivalói:
- Szent Olaf-templom: 12. századi templom, benne a Kirkjubø-kővel
- Kirkjubømúrurin: a Magnus-dóm romjai
- Kirkjubøargarður: királyi gazdaság; a világ legrégebb óta (a 11. század óta) lakott faépülete

## Személyek
- Itt élt Sverre norvég király (1151 k. - 1202)
- Itt élt Erlendur püspök (? - 1308), Feröer 14. és leghíresebb püspöke
- Itt született Jóannes Patursson (1866-1946) gazda, költő és politikus
- Itt született Tróndur Patursson (1944) művész